# ترافيس دويرنغ
ترافيس دويرنغ هو منتج تلفزيوني كندي، ولد في 14 يوليو 1989 في فانكوفر في كندا.

## وصلات خارجية
- ترافيس دويرنغ على موقع IMDb (الإنجليزية)